# キングズバーンズ
キングズバーンズ（Kingsbarns、2010年2月20日 - 2018年5月16日）はアイルランドの競走馬。おもな勝ち鞍は2012年のレーシングポストトロフィー。

## 経歴

### デビュー前
2010年2月20日、アイルランドで生まれる。生産者はアン・マリー・オブライエン。その夫であるエイダン・オブライエンのバリードイル厩舎に所属し、主戦騎手は二人の息子であるジョセフ・オブライエンが務めることとなった。

### 競走馬時代
10月10日、ナヴァン競馬場の1マイルのメイドン（未勝利戦）でデビュー。他にこれといった有力馬はおらず、キングズバーンズのSPは4/11（約1.36倍）という圧倒的1番人気であった。レースでも人気同様に、2着以下に圧倒的な力の差を見せつけて7馬身差で優勝。レース後、騎手のジョセフ・オブライエンはその素質を高く評価した一方で、「彼は先頭に立ってからは何をすべきか全くわかっていなかった」「レース後にキャンターで戻ってくる方法すら知らない、トロットで戻ってくるしかなかった」と語り、まだまだ幼い馬であることを指摘した。そのため当初2歳戦はこの一戦だけに留め、来シーズンに備える予定であったが、その後の調教での様子を見て陣営は予定を変更、17日後のG1レーシングポストトロフィーに追加登録をして出走することが決まった。いきなりのG1挑戦ではあったが、キングズバーンズはここでも1番人気となった。レースでは4番手を追走し、早めに先頭に立つとそのまま押し切り、2着に1馬身3/4の差をつけて優勝した。この勝利で、キングズバーンズは一躍翌年のダービーの最有力候補に躍り出た。ジョセフ・オブライエンは「先頭に立ってからは耳を立てて（気を抜いて）いた」と前走同様の課題を指摘しつつも、その能力を高く評価し、「ダービーだけでなく2000ギニーをも狙える器」との見解を示した。父エイダン・オブライエンも、「彼にはこれから学ぶべきことがたくさんある」とこれからの成長の必要性を感じながらも、「スピード指数、心拍の回復力、容姿、フォーム、厩舎でのあらゆる振る舞い、全ての項目にチェックマークが入る馬だ」とその素質への賛辞を惜しまなかった。
3歳シーズン以降は勝利することなく、4歳シーズンの2014年10月18日のクイーンエリザベス2世ステークス6着を持って現役を引退した。

#### 競走成績
| 出走日     | 競馬場       | 競走名            | 格 | 頭数 | 人気 | 着順 | 騎手           | 斤量  | 距離（馬場） | タイム  | 着差      | 1着（2着）馬   |
| ---------- | ------------ | ----------------- | -- | ---- | ---- | ---- | -------------- | ----- | ------------ | ------- | --------- | -------------- |
| 2012.10.10 | ナヴァン     | メイドン          |    | 8    | 1人  | 1着  | J.オブライエン | 131lb | 芝8f (Sft)   | 1:51.05 | 7馬身     | (Risk Return)  |
| 0000.10.27 | ドンカスター | レーシングポストT | G1 | 7    | 1人  | 1着  | J.オブライエン | 126lb | 芝8f (Sft)   | 1:40.32 | 1 3/4馬身 | (Van der Neer) |

- 馬場状態： Sft=Soft

### 引退後
Drakenstein Studで繋養されていた。2018年5月16日に死去した。

## 血統表
| キングズバーンズの血統(サドラーズウェルズ系 Northern Dancer 3×4･5=21.875%、Buckpasser5×5=6.25%) | キングズバーンズの血統(サドラーズウェルズ系 Northern Dancer 3×4･5=21.875%、Buckpasser5×5=6.25%) | キングズバーンズの血統(サドラーズウェルズ系 Northern Dancer 3×4･5=21.875%、Buckpasser5×5=6.25%) | （血統表の出典）      | （血統表の出典） |
| 父 Galileo 1998 鹿毛                                                                            | 父の父Sadler's Wells 1981 鹿毛                                                                  | Northern Dancer                                                                                 | Nearctic              | Nearctic         |
| 父 Galileo 1998 鹿毛                                                                            | 父の父Sadler's Wells 1981 鹿毛                                                                  | Northern Dancer                                                                                 | Natalma               |                  |
| 父 Galileo 1998 鹿毛                                                                            | 父の父Sadler's Wells 1981 鹿毛                                                                  | Fairy Bridge                                                                                    | Bold Reason           | Bold Reason      |
| 父 Galileo 1998 鹿毛                                                                            | 父の父Sadler's Wells 1981 鹿毛                                                                  | Fairy Bridge                                                                                    | Special               |                  |
| 父 Galileo 1998 鹿毛                                                                            | 父の母Urban Sea 1989 栗毛                                                                       | Miswaki                                                                                         | Mr.Prospector         | Mr.Prospector    |
| 父 Galileo 1998 鹿毛                                                                            | 父の母Urban Sea 1989 栗毛                                                                       | Miswaki                                                                                         | Hopespringseternal    |                  |
| 父 Galileo 1998 鹿毛                                                                            | 父の母Urban Sea 1989 栗毛                                                                       | Allegretta                                                                                      | Lombard               | Lombard          |
| 父 Galileo 1998 鹿毛                                                                            | 父の母Urban Sea 1989 栗毛                                                                       | Allegretta                                                                                      | Anatevka              |                  |
| 母 Beltisaal 1994 鹿毛                                                                          | 母の父Belmez 1987 鹿毛                                                                          | El Gran Senor                                                                                   | Northern Dancer       | Northern Dancer  |
| 母 Beltisaal 1994 鹿毛                                                                          | 母の父Belmez 1987 鹿毛                                                                          | El Gran Senor                                                                                   | Sex Appeal            |                  |
| 母 Beltisaal 1994 鹿毛                                                                          | 母の父Belmez 1987 鹿毛                                                                          | Grace Note                                                                                      | Top Ville             | Top Ville        |
| 母 Beltisaal 1994 鹿毛                                                                          | 母の父Belmez 1987 鹿毛                                                                          | Grace Note                                                                                      | Val de Grace          |                  |
| 母 Beltisaal 1994 鹿毛                                                                          | 母の母*Ittisaal 1987 黒鹿毛                                                                     | Caerleon                                                                                        | Nijinsky              | Nijinsky         |
| 母 Beltisaal 1994 鹿毛                                                                          | 母の母*Ittisaal 1987 黒鹿毛                                                                     | Caerleon                                                                                        | Foreseer              |                  |
| 母 Beltisaal 1994 鹿毛                                                                          | 母の母*Ittisaal 1987 黒鹿毛                                                                     | House Tie                                                                                       | Be Friendly           | Be Friendly      |
| 母 Beltisaal 1994 鹿毛                                                                          | 母の母*Ittisaal 1987 黒鹿毛                                                                     | House Tie                                                                                       | Mesopotamia F-No.10-c |                  |

### 血統背景
- 母Beltisaalは未勝利馬。産駒にはセニョリータステークス（アメリカG3芝1m）勝ち馬Sweeter Stillなど。
- 祖母Ittisaal（イティサール）は後年日本で供用され、産駒にユーワインパルス（中央競馬2勝）などがいる。
- 同じく父にGalileoを持ち、インターナショナルステークスなどG1を3勝したRip Van Winkleと同じ牝系である。